# Gagliano del Capo
Gagliano del Capo község (comune) Olaszország Puglia régiójában, Lecce megyében.

## Fekvése
A Salentói-félsziget déli részén fekszik.

## Története
A települést valószínűleg a 13-15. században alapították. Védőfalai 1413-1421 között épültek fel. A kalózok által gyakran kifosztott Dél-Salento egyik legjelentősebb települései volt falainak köszönhetően. Támadások esetén a szomszéd települések lakói itt leltek menedékre. Több nemesi család is birtokolta. 1806-ban vált önállóvá, amikor a Nápolyi Királyságban felszámolták a feudalizmust.

## Népessége
A lakosság számának alakulása:

## Főbb látnivalói
- San Rocco-templom (16. század)
- Madonna Immacolata-kápolna (19. század)
- San Francesco di Paola-templom (17. század)
- Palazzo Ciardo -  Vincenzo Ciardo festő szülőháza.